# Johanna Braddy
Johanna Elizabeth Braddy, född 30 augusti 1987 i Atlanta, Georgia, är en amerikansk film- och TV-skådespelerska.

## Filmografi i urval
- 2009 – The Grudge 3
- 2010 – Easy A
- 2011 – Paranormal Activity 3
- 2014 – Shameless (TV-serie)
- 2015 – UnREAL (TV-serie)
- 2015 – Quantico (TV-serie)